# Claude Bébéar
 (décembre 2016).
Claude Bébéar, né le 29 juillet 1935 à Issac (Dordogne), est un homme d'affaires français.  
Il est responsable de la fusion de plusieurs compagnies d'assurance, jusqu'à la création d'Axa Assurances. En 2000, il confie les rênes d'Axa à Henri de Castries et en devient le président d'honneur.  
Claude Bébéar est parfois surnommé le parrain du capitalisme français,.

## Biographie

### Enfance et études
Il fait ses études au lycée Gay-Lussac de Limoges.
Après être entré à l'École polytechnique (Promotion X 1955) et avoir fait son service militaire en Algérie, il entre au groupe des Anciennes Mutuelles d'assurances.
En 1958, il passe le diplôme de l'Institut des actuaires de Paris.

### Carrière professionnelle
En 1975, il est nommé directeur général des Anciennes Mutuelles, qui deviennent par la suite les Mutuelles unies[réf. à confirmer].
En 1982, il prend la présidence du groupe Drouot.
En 1985, il crée Axa qui, de fusions en fusions, finit par absorber l'UAP et devient le premier groupe français d'assurance. L'internationalisation du groupe se poursuit.
En 1999, Claude Bébéar prend le contrôle de la treizième société d'assurance-vie japonaise, la Nippon Dantai.
En mai 2000, il confie les rênes de la présidence du directoire d'Axa à Henri de Castries et devient président du conseil de surveillance d'Axa. Par ailleurs, il crée avec Alain Mérieux et Henri Lachmann l'Institut Montaigne qu'il préside, un groupe de réflexion politique. Il est également membre du comité de soutien de l'institut Turgot, un laboratoire d'idées libéral.
En 2002, Claude Bébéar est considéré comme l'un des principaux acteurs de la chute du PDG de Vivendi Universal, Jean-Marie Messier. Le prêt d'un avion privé de Vivendi, équipé d'une douche, aurait déclenché la décision de Claude Bébéar qui aurait dit : « Il représente un danger pour la place de Paris… il faut avoir sa peau. »
La même année, au cours d'une discussion sur l'an 2000, il évoqua le « suicide démographique » de la race blanche.
En 2008, il devient président d'honneur de l'association Orchestre à l'école, un dispositif qui permet de transformer des classes en orchestres dans les établissements scolaires.

## Mécénat
En 1986, il crée et préside jusqu'en juillet 2012 l'Institut de mécénat de solidarité, devenu aujourd'hui Les entreprises pour la Cité, qui héberge le secrétariat général de la Charte de la diversité.
En 1997, l'ancien président américain George H. W. Bush lui remet le Point of Light Award, un prix destiné à récompenser l'entreprise « la plus en pointe dans le domaine du mécénat humanitaire ». Pour la première fois, ce prix est remis à une entreprise non américaine.
En 2013, d'après Le Canard enchaîné, Claude Bébéar financerait de façon importante La Manif pour tous, mouvement opposé au mariage pour tous.

## Affaires judiciaires
Le 13 juin 2001, il est mis en examen avec Henri de Castries pour « blanchiment de capitaux aggravé » dans l’affaire Paneurolife, ce qui lui vaut de passer une nuit en cellule. Cette affaire s'est soldée par un non-lieu général.

## Vie privée
À la fois épicurien et catholique pratiquant, Claude Bébéar est marié et père de cinq enfants.

## Positions politiques
En 1989, il est élu conseiller municipal de Rouen sur la liste du maire centriste sortant, Jean Lecanuet. Celui-ci, qui considérait Claude Bébéar comme un promoteur exemplaire de la capitale haut-normande auprès des industriels, aurait envisagé d'en faire son successeur à la mairie de Rouen mais l'entrepreneur démissionne en juin 1990, sans même aller jusqu'au terme de son mandat local. 
En avril 2017, dans une tribune publiée dans Les Échos, Claude Bébéar apporte publiquement son soutien à Emmanuel Macron pour l’élection présidentielle,.

## Clubs
Il est membre de l'Académie des sports ainsi que du club Le Siècle.

## Mandats sociaux
- Business Angels des Cités et Alliance Transport et Accompagnement.
- Administrateur de Schneider Electric.
- Président d'honneur de l'association NQT.

## Patrimoine et revenus
D'après sa déclaration à la suite de sa nomination au conseil des sages mis en place par le Medef :
- retraite Axa 438 000 € ;
- jetons de présence Mutuelles Axa, BNP-Paribas, Schneider et Vivendi 360 000 € ;
- 3 340 000 options sur titre Axa ;
- son patrimoine s’élève à 106 millions d’euros[20]. Mais selon le Canard Enchaîné, qui l'écrit dans l'article « Le grand chef des goinfres », sa fortune pourrait s'élever à un milliard d'euros[21],[22].

## Distinctions
- Grand officier de la Légion d'honneur, décoré le 12 avril 2009[23].
- Officier de l'ordre national du Mérite

Claude Bébéar est membre du comité d'honneur de la revue littéraire Le Cerf-volant.